# Папуасские языки
Папуа́сские языки́ — общее наименование языков папуасов острова Новая Гвинея и некоторых островов Тихого океана, не относящихся к австронезийским языкам.
Общее число говорящих — свыше 4,6 млн чел; общее число папуасских языков, по разным данным, — от 750 до 1000. Наличие генетической общности между всеми папуасскими языками не доказано.

## Классификация
Одна из классификаций папуасских языков выглядит так:
1. трансновогвинейская фила (491 язык, 3,5 млн человек);
2. фила Западного Папуа (23 языка, 460 тыс. человек);
3. фила Сепик-Раму (97 языков, 290 тыс. человек);
4. фила Торричелли (47 языков, 115 тыс. человек);
5. фила Восточного Папуа (28 языков, 70 тыс. человек);
6. сток Ско (8 языков, 6,6 тыс. человек);
7. квомтари-фасский сток (5 языков, 3,3 тыс. человек);
8. арайская семья (языки левого берега реки Мэй) (6 языков, 1,6 тыс. человек);
9. амто-мусанский сток (2 языка, 300 человек);
10. фила залива Гелвинк (4 языка, 8 тыс. человек);
11. сток восточной части полуострова Чендравасих (3 языка, 16 тыс. человек);
12. изолированные языки (8 языков, 7 тыс. человек); сюда же относятся от 20 до 30 ещё не описанных языков[1]: абиномн, абун, элсенг, хатам, кол, куот, массеп, мпур, одиаи, сулка, таиап, яле, бурмесо (таурап), каркар-юри, кибири (пороме), кенати, комьяндарет, марамба, молоф, пью, тофамма, уску, йели, анем, ата.

Возможно, языки озёрных равнин составляют отдельную языковую семью.
Многие из папуасских языков недостаточно изучены для того, чтобы их классифицировать; среди таких языков — намла.

### Индо-тихоокеанская гипотеза

Трансновогвинейская фила

По мнению Дж. Гринберга, папуасские, тасманийские и андаманские языки составляют единую индо-тихоокеанскую языковую семью, однако большинство лингвистов отвергают эту гипотезу.

## Лингвистическая характеристика

### Фонетика и фонология
Папуасские языки имеют, как правило, малый набор фонем.
Их гласными звуками обычно являются /i/, /e/, /a/, /o/, /u/, хотя встречаются и другие наборы гласных. Ни один из изученных на сегодняшний день папуасских языков не имеет больше десяти гласных фонем.
Что касается согласных, они в папуасских языках обычно делятся на губно-губные, зубные и заднеязычные, иногда также имеются палатальные. Некоторые из этих языков совсем не имеют носовых согласных, что почти не встречается среди других языков мира. Звуки /s/ и /f/ встречаются редко; обычно нет различия между /r/ и /l/ — они являются аллофонами.
Некоторые папуасские языки являются тональными — например, абау.

### Грамматика
Морфология папуасских языков отличается от языка к языку: в одних нет различия по роду, лицу, числу, падежу, времени, виду, в других же морфология довольно сложная. Морфология папуасского глагола, как правило, сложнее морфологии существительного.

#### Существительное
Существительные могут иметь два или более родов. В некоторых сепикских языках существительные распределяются по родам в зависимости от их звукового состава; в абау — в зависимости от физических свойств.
Примеры того, как предложения меняются в зависимости от рода, из языка йимас:
1. patntrm tma-k ama-na-ntrm kpa-ntrm tm-pal tma-ka-tay «Я увидел два моих больших ореха бетеля»,
2. kaŋkl kla-k ama-na-ŋkl kpa-ŋkl k-rpal kla-ka-tay «Я увидел две своих больших скорлупки»,
3. tanpl pla-k ama-na-mpl kpa-mpl p-rpal pla-ka-tay «Я увидел две мои большие кости»
4. и irwawl ula-k ama-na-wl kpa-wl wu-rpal ula-ka-tay «Я увидел две мои большие подстилки».

#### Глагол
Для выражения глагольного времени используются суффиксы: на языке ватам neŋg-rin означает «дал» («давать» + суффикс прошедшего времени). Внутри глагола обычно помечается и подлежащее (субъект), и дополнение (объект) предложения: например, форе na-ka-i-e раскладывается как «меня + видеть + он + показатель утверждения» и означает «он видит меня»; йимас na-n-ŋa-ntuk-mpun — «это-он-дал-им» = „Он дал им это“. Иногда аффиксы субъекта и объекта отличаются в зависимости от числа.
Глаголы могут иметь видовые различия, а также различия по наклонению; пример из языка дани: wathi «Я убил его» — wasik «Вероятно, я убью его» — waʔle «Я могу убить его». Кроме всего этого, в некоторых папуасских языках глаголы могут включать сведения о направлении и месте действия: аламблак mibrɲir «Он пошёл вниз».

### Синтаксис
Обычным порядком слов для папуасских языков является SOV (подлежащее—дополнение—сказуемое), хотя в некоторых из этих языков он может быть свободным. Папуасские языки используют послелоги, а не предлоги, как соседние австронезийские.